# Paul Vogt (Politiker)
Paul Vogt (* 5. April 1952 in Balzers) ist ein liechtensteinischer Politiker. Er war von 1993 bis 2009 Abgeordneter im liechtensteinischen Landtag.

## Biografie
Vogt studierte Geschichte und Germanistik in Zürich und Berlin. Er ist seit 1981 im Liechtensteinischen Landesarchiv tätig, seit 2002 als dessen Amtsleiter. Ausserdem war er von 1983 bis 1992 Dozent für Geschichte und Staatskunde am Abendtechnikum in Vaduz.
Vogt wurde 1993 erstmals in den Landtag des Fürstentums Liechtenstein gewählt. Zusammen mit Wolfgang Marxer war er damit einer der ersten beiden Abgeordneten der Freien Liste. In den folgenden Wahlen gelang es dem Landesarchivar und Historiker sein Mandat zu verteidigen. Im Landtag ist Vogt seit 2005 Mitglied in der Aussenpolitischen Kommission. 2005 bis Januar 2007 war er Fraktionssprecher der Freien Liste im Landtag. In dieser Funktion wurde er von seiner Parteikollegin Andrea Matt abgelöst. Bei den Wahlen 2009 trat er nicht mehr an. Von 1980 bis 1995 vertrat er das Fürstentum Liechtenstein im Vorstand des Vereins für Geschichte des Bodensees und seiner Umgebung.
Vogt ist verheiratet und hat zwei Kinder.